# Pilgrim Baptist Church
Pilgrim Baptist Church è una chiesa storica situata sul lato sud di Chicago, Illinois, USA. L'edificio storico fu originariamente costruito per una sinagoga, Kehilath Anshe Ma'arav. La chiesa è degna di nota sia come punto di riferimento architettonico che per i contributi culturali della sua congregazione religiosa. Situata al numero 3301 S. Indiana Ave, la chiesa si trova nel cuore del quartiere Bronzeville di Chicago. Nel 2017, la chiesa è stata venduta al National Museum of Gospel Music.

## Storia
L'edificio fu progettato come sinagoga dagli architetti di Chicago Louis Sullivan e Dankmar Adler, e costruito nel 1890 e nel 1891. Originariamente, la struttura era la sede di Kehilath Anshe Ma'ariv, un'importante congregazione nello sviluppo del giudaismo riformato; Adler era un membro e suo padre era un rabbino. Quella congregazione continua come K.A.M. Isaiah Israel Temple.
Una congregazione battista si trasferì nell'edificio nel 1922, formando la Pilgrim Baptist Church.
La chiesa è accreditata come la culla della musica gospel negli anni '30. Thomas A. Dorsey, il "Padre della musica gospel", fu direttore musicale alla Pilgrim Baptist per decenni. Albertina Walker, Mahalia Jackson, Aretha Franklin, Sallie Martin, James Cleveland, i Staples Singers e gli Edwin Hawkins Singers sono tra coloro che hanno cantato nella chiesa.
Membri famosi della congregazione includono Bessie Coleman. La chiesa ha anche ospitato il servizio funebre del pugile Jack Johnson nel 1946 ed è stata prominente nel Movimento per i diritti civili. Martin Luther King Jr. ha pronunciato sermoni nella chiesa durante il culmine del movimento.
Nel 1973, l'edificio è stato inserito nel Registro nazionale dei luoghi storici e l'edificio è stato designato monumento storico di Chicago nel 1981. Ha ospitato una grande serie di murales dipinti dal pittore afroamericano William E. Scott tra il 1936 e il 1937. Il carismatico e lungimirante pastore di Pilgrim, Junius C. Austin, ha assunto sia Scott che Dorsey negli anni '30 per aumentare l'appeal della chiesa, rendendola una delle più grandi chiese del paese in pochi anni.

### Incendio

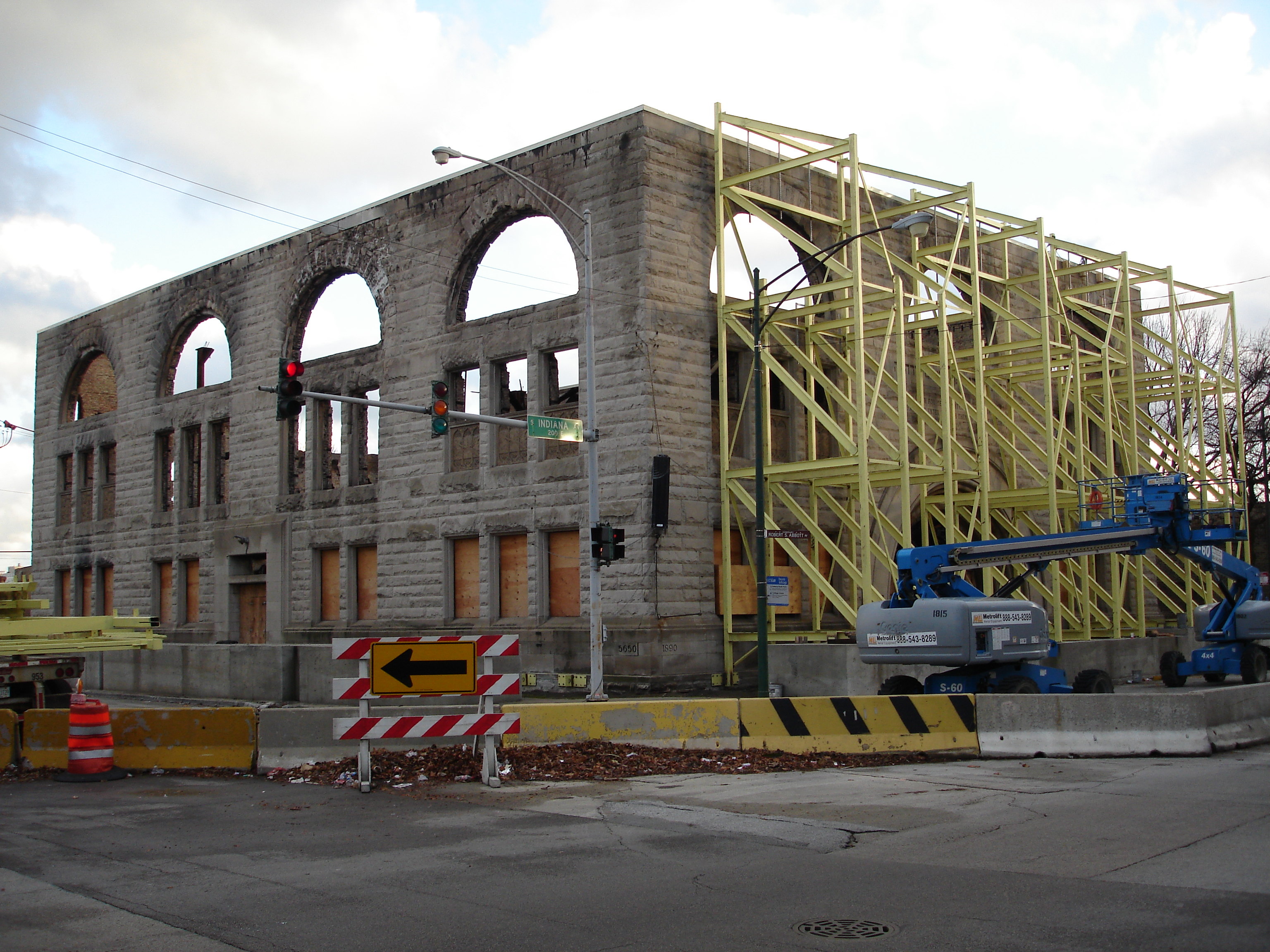
Supporti metallici alla struttura rimanente (Decembre 2006)

Il 6 gennaio 2006, scoppiò un incendio che si propagò e devastò l'edificio. Gli investigatori hanno concluso che l'incendio è stato iniziato accidentalmente da operai che eseguivano lavori di riparazione del tetto durante un restauro di $500.000. Gli operai stavano installando un coprimuretto metallico, che viene sigillato con una fiamma ossidrica. Nel fuoco furono consumati decenni di documenti storici, insieme a scatole piene di spartiti originali di Dorsey. Una scuola elementare dall'altra parte della strada dovette essere evacuata e l'edificio vicino dell'Illinois College of Optometry fu danneggiato alle finestre dalle alte temperature dell'incendio. Le auto parcheggiate lungo la chiesa furono "virtualmente incenerite".
Dopo l'incendio, i mattoni e la pietra delle pareti esterne erano ancora quasi intatti e furono giudicati strutturalmente solidi. Successivamente, uno scheletro di supporto in acciaio è stato attaccato all'esterno per rinforzare le pareti per una possibile futura ricostruzione dell'interno dell'edificio e il restauro della facciata.
La congregazione si riunisce ora in un edificio dall'altra parte della strada rispetto alla struttura bruciata.

### Ricostruzione
In seguito al devastante incendio che ha distrutto tutto tranne le pareti esterne in muratura della Pilgrim Baptist Church, la congregazione si è impegnata a ricostruire la chiesa sul sito attuale. È disponibile documentazione sufficiente per garantire una riproduzione accurata della chiesa, consentendo le necessarie modifiche relative ai requisiti liturgici e normativi attuali.
Il periodo obiettivo per la ricostruzione della Pilgrim Baptist è l'era degli anni '20-'30. Questo periodo è stato scelto perché è stato durante questo periodo che, come Pilgrim Baptist Church, si sono verificati gli eventi più significativi associati all'edificio, incluso l'ascesa della musica gospel. Allo stesso tempo, l'edificio stesso ha mantenuto la maggior parte degli elementi fisici che caratterizzavano il suo design originale come sinagoga di Adler & Sullivan.
L'esterno della struttura sarà ricostruito per includere tutte le caratteristiche che definiscono il carattere della sua costruzione originale, sopravvissute fino agli anni '20. All'interno, il santuario sarà ricostruito per includere tutte le caratteristiche che definiscono il carattere della sua costruzione originale, con le necessarie modifiche per accogliere i moderni requisiti di accessibilità e utilizzo della chiesa.